# Hartmut Weiß
Hartmut Weiß (13 gennaio 1942) è un ex calciatore tedesco, di ruolo attaccante.